# Келлі Расселл
Келлі Расселл (англ. Kelly Russell; нар. 7 грудня 1986) — канадська регбістка, бронзова призерка Олімпійських ігор 2016 року.

## Виступи на Олімпіадах
| Олімпіада           | Дисципліна | Місце |
| ------------------- | ---------- | ----- |
| Ріо-де-Жанейро 2016 | регбі-7    | 3     |

## Зовнішні посилання
- Келлі Расселл — олімпійська статистика на сайті Sports-Reference.com (англ.) (архівна версія)